# Giáo hoàng Piô X
Thánh Piô X, Giáo hoàng (Tiếng Latinh: Sancte Pie X) (2 tháng 6 năm 1835 – 20 tháng 8 năm 1914), tên khai sinh: Melchiorre Giuseppe Sarto là vị Giáo hoàng thứ 257 của Giáo hội Công giáo Rôma từ 1903 đến 1914. Ông là người đầu tiên từ thời giáo hoàng Piô V (1566-1572) được phong thánh. Piô X là Giáo hoàng đóng vai trò quan trọng trong việc cải cách hệ thống Giáo luật Công giáo.
Niên giám tòa thánh năm 2003 xác định ông đắc cử Giáo hoàng ngày 4 tháng 8 năm 1903, ngày khai mạc chức vụ mục tử đoàn chiên chúa là ngày 9 tháng 8 và kết thúc triều đại của mình vào ngày 20 tháng 8 năm 1914.
Piô X được coi là một vị thánh của phép Thánh thể và là một trong những Giáo hoàng vĩ đại của thế kỷ 20. Ông là biểu tượng cho đức tính bình dị mộc mạc nhưng cương quyết ngay thẳng.

## Trước khi thành giáo hoàng

### Gia đình

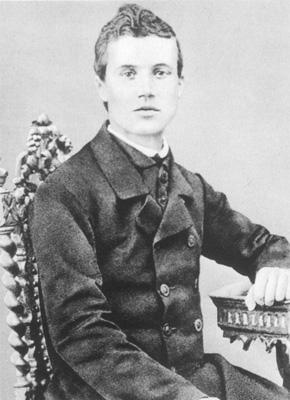
Giuseppe Sarto khi còn trẻ.

Giáo hoàng Piô X tên là Giuseppe Sarto, sinh tại làng Riese, miền Veneto nước Ý.
Piô X là một người rất thông minh, cần mẫn và sáng trí. Ông xuất thân từ một gia đình bình dân sinh sống tại Venezia nước Ý và là con trai thứ hai trong gia đình gồm mười anh chị em.
Cha ông là một nông dân nghèo và đồng thời kiêm thêm nghề đưa thư, và mẹ ông là một thợ may quần áo nữ.
Ngay khi còn nhỏ, cũng giống như cha mẹ ông, ông rất đạo đức và luôn ước ao được làm Linh mục. Tuy nhiên, vì hoàn cảnh kinh tế của gia đình quá eo hẹp thiếu thốn, ước muốn thánh thiện đó hầu như chỉ là một giấc mơ bất thành mà thôi.

### Trở thành linh mục
Khi được mười một tuổi, Beppo - cái tên người ta thường gọi ông - hằng ngày phải đi bộ bảy cây số đến học tại trường La-tinh ở Castelfranco hầu để kết thúc được chương trình trung học phổ thông và để theo học triết và thần học, mãi cho tới khi ông được nhận vào Chủng viện ở Padua. Ông học tiểu chủng viện Pađua và thụ phong linh mục vào năm 1858 (23 tuổi). Ông làm cha phó giáo xứ Tomholo.
Ngay từ lức này người ta đã ghi nhận về ông như sau: 
Mỗi buổi sáng, ông thức dậy rất sớm và mở cửa nhà thờ, vì ông không muốn làm phiền đến ông từ. Ông đọc Kinh Nhật Tụng và chầu Thánh Thể. Sau đó ông tiến lên bàn thờ dâng Thánh Lễ với lòng đầy vui tươi phấn khởi. Suốt giờ cử hành Thánh Lễ, tâm hồn ông chìm sâu vào chiêm niệm hầu như ông đã quên hết thế gian.
Một tín hữu trong họ đạo của ông đã đơn sơ chân thành nói: 
Nhìn cha Sarto dâng lễ, con cứ tưởng như mình đã được nhìn thấy Chúa Giêsu đang đứng trên bàn thờ vậy.
Công việc chính trong ngày của ông chỉ quanh quẩn từ bàn thờ đến toà giảng và toà giải tội. Sau đó, ông được đề cử làm cha quản xứ Salzano. Giám mục (Zinelli de Treviso) đã phê nhận về cha Sarto sau chuyến kinh lý giáo xứ Salzano của ông như sau: 
| “ | Trong giáo xứ bao trùm một bầu không khí thật đạo đức sốt sắng. Toàn thể giáo dân đều một lòng với cha quản xứ. Việc đón nhận các bí tích rất hồ hởi, số người rước lễ rất cao. Các trẻ em trong giáo xứ được dạy dỗ giáo lý rất chu đáo cẩn thận. Còn tất cả những gì liên quan đến Thánh Lễ thì hoàn toàn không thể chê vào đâu được cả. | ” |

Sau đó, linh mục Sarto được đề cử làm linh mục quản xứ nhà thờ chính tòa, Tổng đại diện và làm giáo sư tại Đại Chủng viện Treviso. Ông làm kinh sĩ tại nhà thờ chính tòa Treviso năm 1875.

### Giám mục
Sau 5 năm liền làm cha Tổng Đại diện ở Treviso, Giáo hoàng Lêô XIII tấn phong linh mục Sarto làm Giám mục Mantua vào năm 1884. Giám mục Sarto điều khiển giáo phận Mantua mãi cho tới năm 1893.
Trong một lá thư luân lưu gửi các giáo xứ, Giám mục viết là ở đây "các nhà thờ thì giá lạnh hoang tàn, các bàn thờ bị bỏ không, các toà giảng thì câm nín và các toà giải tội thì trống rỗng, bởi vì thiếu các Linh mục để đảm nhận những công việc cao cả đó".
Để cải thiện tình trạng các giáo xứ, nhất là để tìm phương cách cổ vũ và làm sống lại ơn gọi Linh mục đang thiếu thốn trầm trọng, Sarto đã triệu tập một Công nghị giáo phận. Chương trình chầu và tôn thờ Mình Thánh Chúa là trọng tâm mà ông muốn đặt lên hàng đầu trong công cuộc cải thiện tình trạng của giáo phận. Vì thế, Giám mục Sarto đã cho đặt Mình Thánh Chúa trên bàn thờ và ông cùng với toàn thể các Linh mục chầu suốt một tiếng đồng hồ liền.

### Hồng y

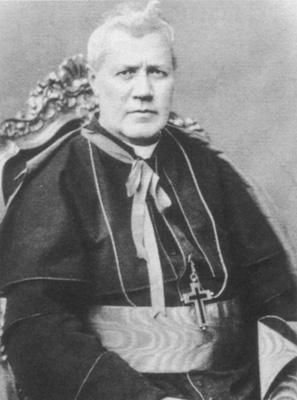
Hồng y Giuseppe Sarto

Ông đã giữ nhiều chức vụ quan trọng trong Giáo Triều Roma. Ông đã chu toàn trách nhiệm chủ chăn, chuyên lo đào tạo hàng giáo sĩ, thương yêu, lưu tâm đến người nghèo và để ý tới phụng vụ.
Với những cố gắng phục vụ Giáo hội, lo lắng cho tha nhân, ngày 15 tháng 6 năm 1893, ông được phong làm Hồng y, Giáo chủ Venezia. Triều đình Ý trước tiên đã từ chối chuẩn nhiệm (exequatur) ông với lý do là việc bổ nhiệm ông là việc của triều đình Áo–Hung. Sarto phải đợi đến 18 tháng sau mới nhận được giáo phận mới của mình.
Hai năm sau đó xảy ra tại Venezia một sự cố xúc phạm đến Mình Thánh Chúa một cách nặng nề. Số là có kẻ gian phi đã vào nhà thờ ăn trộm chén đựng Mình Thánh Chúa trong Nhà Tạm và mang cả Mình Thánh Chúa ra đổ khắp nơi ngoài đường đi lại. Thượng Phụ Sarto đã kêu mời tất cả mọi tín hữu trong giáo phận làm việc đền bù phạt tạ tội phạm thánh công khai như thế và lời kêu gọi của ông đã được mọi tín hữu khắp nơi hưởng ứng.
Tiếp đến, để mọi người sống đức tin Kitô giáo trong cuộc sống cụ thể hằng ngày của mình, Hồng y Sarto đã khuyến khích mọi người hãy siêng năng tham dự Thánh Lễ.
Bởi vậy, vào năm 1896, ông đã tổ chức đại hội Thánh Thể toàn giáo phận tại Venezia. Và để ca tụng Chúa Giêsu trong Bí tích Thánh Thể và để phạt tạ những tội lỗi nhân loại đã xúc phạm đến Bí tích Tình Yêu này, chính ông đã giảng lễ và diễn giải về mầu nhiệm Thánh Thể một cách hùng hồn và đầy ấn tượng.
Từ đó đoàn ngũ các tín hữu đã đáp lại lời kêu mời của ông và đã đi tham dự Thánh Lễ rất đông. Tại các giáo xứ các tín hữu còn tổ chức chầu Mình Thánh suốt cả đêm ngày nữa.

## Giáo hoàng

### Bầu cử
Tháng 8 năm 1903, 62 vị Hồng y họp để bầu ra người kế vị Giáo hoàng Lêô XIII. Đây là cuộc bầu Giáo hoàng cuối cùng có thế quyền ảnh hưởng vào. Khi đó, các Hoàng đế Áo-Hung, Vua Pháp và Vua Tây Ban Nha còn đang có quyền "veto" (quyền phủ quyết) các ứng cử viên Giáo hoàng. Chính vì thế Hoàng đế Áo-Hung đã dùng quyền này loại trừ một ứng cử viên rất vượt trội là Hồng y Mariano Rampolla – tổng trưởng ngoại giao.
Trong Cơ mật viện được mở ra ngày 1 tháng 8 năm 1903, hồng y Puzyna, tổng Giám mục của Cracovie cho biết Hoàng đế Áo-Hung phủ quyết việc bầu ông này. Vậy là Rampolla không được bầu. Sau này người ta không biết rõ ràng Hồng y Rampolla có phải là người mà các vị Hồng y khác chọn làm Giáo hoàng hay không. Thế nhưng trong cuộc bầu này Hồng y Giuseppe Sarto đã trở thành Giáo hoàng, lấy tông hiệu là Piô X. Thời gian Cơ mật viện họp bầu là 4 ngày. Sau khi lên ngôi Giáo hoàng, việc đầu tiên vị Giáo hoàng này làm là viết một sắc lệnh hủy bỏ đặc quyền "veto" của các vị vua.
Người ta kể lại rằng trong lần bầu Giáo hoàng này, khi nhận thấy các Hồng y có mặt trong cơ mật viện cứ từ từ dồn phiếu cho mình mỗi lúc mỗi tăng lên, hồng y Giuseppe Sarto, Thượng Phụ thành Venezia/Ý, với thái độ đầy run sợ đã khẩn khoản xin các Hồng y trong cơ mật viện: "Tôi bất lực và không xứng đáng. Xin các Đức Hồng y hãy quên tôi đi!" Cuối cùng 50 trong số 62 vị Hồng y trong cơ mật viện đã bỏ phiếu bầu ông làm Giáo hoàng. Khi nhận rõ được ý Chúa muốn ông gánh vác trách nhiệm của Giáo hội, ông đã nói với cơ mật viện: 
"Xin quý Chư Huynh hãy giúp đỡ tôi. Tôi thành khẩn xin quý Chư Huynh hãy giúp đỡ tôi!".
Trong lịch sử Giáo hội Công giáo Rôma, Giáo hoàng Piô X là một trong những vị đại Giáo hoàng đã canh tân Giáo hội nhiều nhất, đúng với khẩu hiệu của ông đã chọn khi lên ngôi Giáo hoàng: "Đổi mới tất cả trong Đức Kitô".
Ngay khi vừa lên ngôi Giáo hoàng, việc đầu tiên là ông đã ra tông thư Commissum Nobis để quyết định trong các cuộc bầu trong mật nghị sau này, không ai được dùng chính trị ảnh hưởng. Việc chú giải khẩu hiệu "Thiết lập mọi sự trong Đức Kitô" của ông, qua thông điệp đầu tiên của ông E supremi apostolatus (1903) cho thấy ông xác tín rằng Giáo hội mang trong mình tất cả mọi khả năng thiêng liêng và không cần phải nhận lãnh những khả năng ấy từ bất cứ ai ở bên ngoài.

### Quan hệ với các nước
Ông đã không có được những đức tính cần thiết của một nhà ngoại giao. Nhưng ông đã bù lại những điều bất lợi này bằng cách tập họp quanh mình những người có năng lực như hồng y Rafael Merry del Val, 38 tuổi biết nhiều thứ tiếng và là giám đốc Viện hàn lâm các quý tộc giáo hội, mà Giáo hoàng Piô X đã bổ nhiệm làm tổng trưởng ngoại giao. Ông đã tập hợp các lợi tức của đồng tiền thánh Phêrô và các lợi tức của Vatican cho việc mua các căn hộ mới.

#### Pháp
Vào năm 1905, khi Pháp bất đồng với Tòa Thánh và đe dọa sẽ tịch thu tài sản của Giáo hội nếu không cho phép chính quyền xen vào các vấn đề nội bộ của Giáo hội, Giáo hoàng đã can đảm từ chối thỉnh cầu này.
Cuộc đấu tranh chống nhà thờ lại trở lại sau vụ Dreyfus (vụ kết án oan Alfred Dreyfus, sĩ quan Pháp theo Do Thái giáo, làm gián điệp cho Đức). Kết quả là sự cắt đứt giữa các giáo hội và nhà nước vào tháng 12 năm 1905. Giáo hoàng Piô IX cấm giáo dân Ki-tô Pháp tuân theo pháp luật bằng cách lập những hiệp hội thờ cúng. 
Thông điệp Vehementer Vos của Giáo hoàng (ngày 11 tháng 2 năm 1906) lên án đạo luật "Chính giáp phân ly" đã công bố ở Pháp ngày 9 tháng 12 năm 1905, sự tách biệt Giáo hội và Nhà nước bằng một văn kiện đơn phương.
Ngày 10 tháng 8 năm 1906 qua tông thư Gravissimo munere, ông phủ nhận việc thành lập: "Hội đồng Tôn giáo" đồng thời ban phép cho các giám mục đưa ra những biện pháp cần thiết để đối phó với tình thế. Vậy là tại Pháp đã có chế độ tách rời Giáo hội với nhà nước "triệt để nhất trên thế giới".

#### Ý
Giáo hoàng Piô X đã mở đường để việc giao hảo dễ dàng hơn với vương quốc Ý, khuyến khích người Công giáo tham gia chính trị, bỏ phiếu,… Ông chấp nhận việc phân lập giữa Giáo hội và thế quyền và cho rằng một hàng giáo sĩ nghèo, như ở nước Pháp.

### Cai quản giáo hội
Năm 1881, ông phải chia lại ranh giới và giảm thiểu số giáo phận ở Bồ Đào Nha còn 3 tổng Giám mục và 9 Giám mục. Năm 1896, ông tuyên bố sự vô hiệu trong việc tấn phong giám mục và linh mục của Anh giáo. Ông cũng thiết lập hàng giáo phẩm Ireland (Ái Nhĩ Lan) với hai tòa tổng Giám mục. Ông tôn phong thánh Curé d’Ars như một biểu tượng và gương mẫu cho các linh mục và hàng giáo sĩ.
Ngay từ đầu, Giáo hoàng Piô X đã quan tâm một cách đặc biệt đến chương trình mục vụ trong Giáo hội. Ông tìm cách quân bình giữa thế giới tân tiến và truyền thống Kitô giáo. Nhưng trước hết, ông chăm lo đến việc canh tân nội bộ Giáo hội, đúng với khẩu hiệu của ông: "Đổi mới tất cả trong Đức Kitô".
Theo ông, trước hết các linh mục phải lo sống thế nào để có được Chúa Giêsu trong chính mình, nếu họ muốn mang Chúa đến cho những kẻ khác. Ông viết:
| “                  | Là những Linh mục của Chúa, chúng ta cần phải giới thiệu Đức Kitô cho mọi người và hành động trong tinh thần của Người. Là bạn hữu nghĩa thiết của Người, chúng ta ‘phải có những tâm tình như Đức Kitô’ (Pl 2,5), Đấng hoàn toàn thánh thiện, vô tội và tinh tuyền. Bởi vì tình bạn luôn đòi hỏi phải cùng ước muốn hay không ước muốn như nhau. | ” |
| — Giáo hoàng Piô X | |   |

Để làm sống động lại việc nghiên cứu Kinh Thánh, ông đã cho duyệt lại bản Thánh Kinh Vulgata và khích lệ các nhà chú giải Thánh Kinh qua thông điệp Spiritus Paraclitus, canh tân thánh nhạc Gregoriana, Sách Lễ, lịch Phụng vụ, sách Nhật Tụng của các giáo sĩ, …
Năm 1907, Giáo hoàng Piô X trao cho dòng Biển Đức việc in ấn một bản dịch Vulgata dựa theo khoa chú giải (Sáng thế ký phát hành 1926); và sau đó 2 năm, Học viện Thánh kinh Giáo hoàng được thành lập (sau này đã sáp nhập vào đại học Gregorian).
Nhiều việc cải cách khác liên quan đến lễ nghi phụng vụ, Hiến chế Divino afflatu vào ngày 1 tháng 11 năm 1911 sửa đổi việc đọc Thánh vịnh trong Kinh Thần Vụ; tự sắc về Thánh nhạc ngày 11 tháng 11 năm 1903 đề cao bình ca Gregorian trong phụng vụ và cấm dùng các bản nhạc đời thường trong thánh đường. Sau cùng nhiều vị Hiển thánh và Chân phước được tuyên phong trong đó có 28 Chân phước tử đạo Việt Nam.
Giáo hoàng đã chuẩn bị việc pháp điển hóa luật Giáo hội. Một ủy ban soạn thảo được thành lập gồm nhiều hồng y, các nhà giáo luật và thần học nổi tiếng. Ông cũng ra nhiều văn kiện mới để đưa vào bộ giáo luật mới như sắc lệnh Netemere (2/8/1907) về Hôn nhân Công giáo, Hiến chế Sapienti Consilio (29/6/1908) tổ chức lại các thánh bộ đã có từ thời Giáo hoàng Xíttô V và lập thêm nhiều bộ mới. Sắc lệnh Maxima Cura (20/8/1910) về việc thuyên chuyển các cha sở.
Ông đã tái lập Công việc của các Đại hội dưới tên là Hành động đại chúng Kitô giáo (Action populaire chrétienne) và đã thành lập tại Bergame một Trường Khoa học Xã hội. Bằng một bức thư năm 1910 gửi cho hàng Giám mục Pháp, ông đã lên án phong trào Sillon của Marc Sangnier. Năm 1911, ông lên án sự dung hòa tôn giáo trong các nghiệp đoàn Ki-tô giáo nước Đức.
Trong một bài huấn từ ông nói: 
| “                  | Đời sống tôn giáo và xã hội phải luôn là một học hỏi nghiên cứu để đạt đến vẻ cao đẹp của Chúa Kitô, để nâng cao nhân phẩm và đem thế giới trở về khái niệm ban đầu là hòa hợp, hoà giải và hòa bình. | ” |
| — Giáo hoàng Piô X | |   |

### Lên án thuyết Duy tân
Ngày 3 tháng 7 năm 1907, ông ban hành thông điệp Lamentabili kết án 65 mệnh đề duy tân thuyết. Trong đó có đoạn:
| “                        | 20. Mạc khải là ý thức đắc thủ do con người trong tương quan với Thiên Chúa. 36. Sự Phục Sinh không đúng nghĩa là biến cố lịch sử mà là sự kiện siêu nhiên mà lương tâm Kitô hữu dần dần diễn dịch ra từ những sự kiện khác. 65. Đạo Công giáo ngày nay không thể nào nối kết được với khoa học trừ khi phải biến đổi thành thứ Kitô giáo không còn tính cách tín điều. | ” |
| — Thông điệp Lamentabili | |   |

Ngày 8 tháng 9 năm 1907, Giáo hoàng Piô X ban hành Thông điệp Pascendi lên án những sai lạc của các người theo thuyết Duy tân. "Nhìn tổng quát cả hệ thống, có ai còn ngạc nhiên khi ta xác định nó là điểm hội ngộ của tất cả mọi lạc thuyết chăng ?... Những nhà duy tân thuyết không những hủy diệt đạo Công giáo mà là mọi tôn giáo, như ta đã từng nhấn mạnh".
Sau đó những ủy ban kiểm soát các thành viên Duy tân Thuyết được thành lập. Các giáo sĩ làm giáo sư hay nhận chức vụ từ nay phải tuyên thệ chống Duy tân thuyết (1910). Các tu sĩ học đại học triết học hay lịch sử đều phải xin phép riêng.
Ông cũng chăm lo những vấn đề xã hội và cố gắng ngăn cản cuộc Chiến tranh thế giới thứ nhất. Để chống lại những trào lưu tối tân hóa quá khích và những người chủ trương chúng, Giáo hoàng Piô X đã có những biện pháp hết sức nghiêm nhặt đề phòng, vì thế đã dẫn tới những vụ tố cáo trong nội bộ Giáo hội và gây ra sự bất an rộng lớn.

### Các sắc lệnh về rước lễ
Giáo hoàng Piô X đã ban hành hai sắc lệnh quan trọng về việc rước lễ là Sancta Tridentina Synodus và Quam singulari Christus amore. Một điều hết sức mới mẻ ở đây là ông đã ban phép cho các trẻ em dưới mười tuổi cũng được rước lễ, nếu các em biết phân biệt được Mình Thánh Chúa và bánh ăn bình thường, đúng như ý kiến thánh Thomas Aquinas. Vì từ trước cho tới lúc bấy giờ chỉ những trẻ em từ 12 hay 14 tuổi trở lên mới được rước lễ. Nhưng bây giờ các trẻ em từ 7 hay 8 tuổi cũng có thể được phép rước lễ.
Giáo hoàng luôn xác tín rằng qua việc rước lễ hằng ngày, "chúng ta được tiếp rước Chúa Giêsu trong phép Thánh Thể, chúng ta sẽ được củng cố, được thêm sức mạnh và lòng dũng cảm để cùng Người chiến thắng được cuộc sống đầy cam go thử thách này". Vì trước đó từng có những trào lưu và quan niệm cho rằng các tín hữu chỉ mỗi tháng hay mỗi năm mới được phép rước lễ một lần mà thôi. Nhưng ông lại muốn cộng đồng dân Chúa phải trở thành cộng đồng Thánh Thể.

## Giáo hoàng đơn sơ

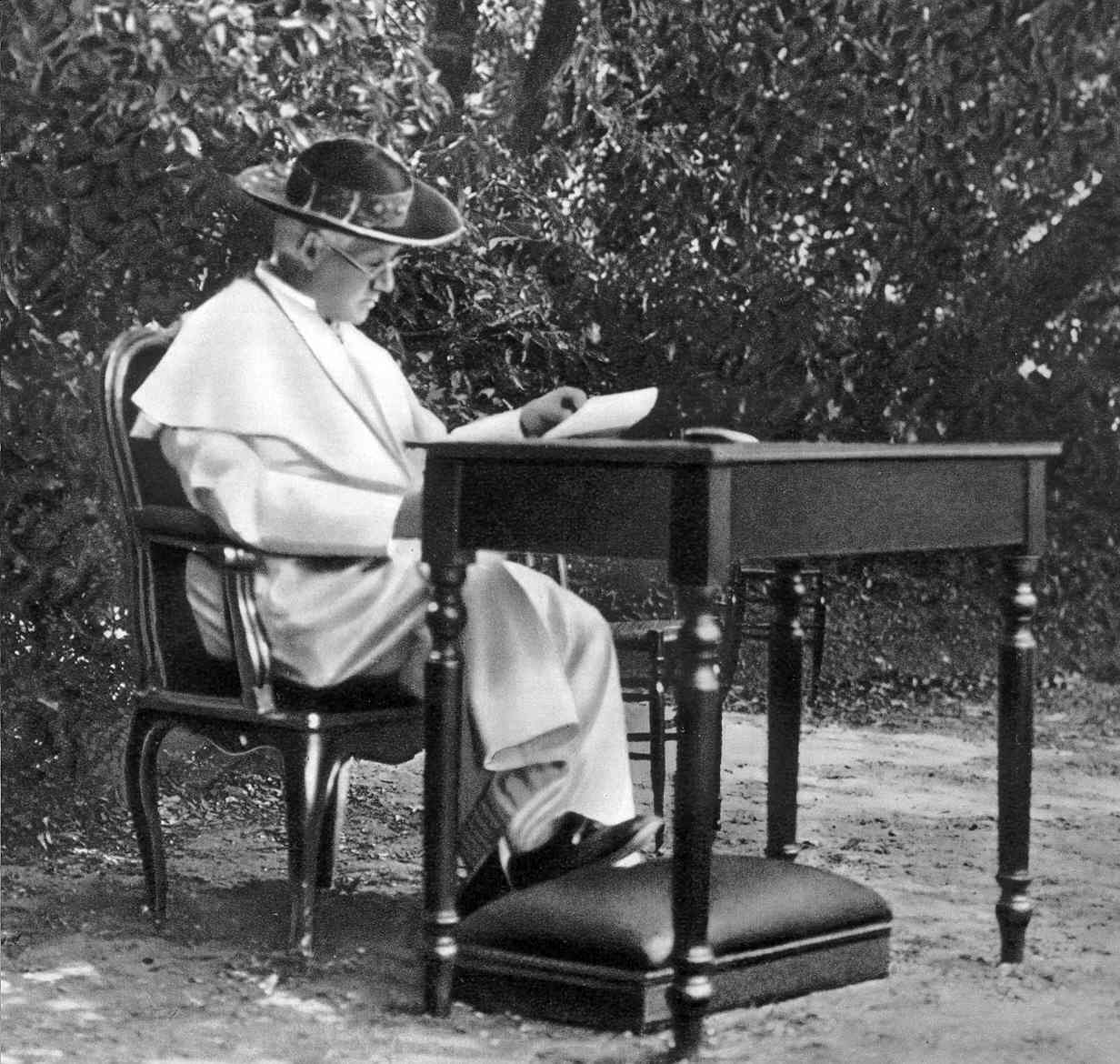
Giáo hoàng Piô X ở các khu vườn Vatican.

Luôn luôn nhớ đến gốc gác khiêm tốn của mình, Giáo hoàng tuyên bố: 
| “                  | Tôi sinh ra nghèo nàn, tôi sống nghèo nàn và tôi sẽ chết nghèo nàn. | ” |
| — Giáo hoàng Piô X |                                                                     |   |

Ông cảm thấy khó chịu vì hình thức bề ngoài ở giáo triều, có lần ông ngấn lệ nói với một bạn thân: "Hãy coi phẩm phục mà người ta khoác cho tôi đây." Với một người bạn khác, ông nói: "Đó là sự đền tội khi buộc phải chấp nhận các nghi thức này. Họ dẫn tôi đi với binh lính bao quanh như Đức Giêsu khi bị bắt trong vườn Giệtsimani."
Sống trong Vatican, ông vẫn mơ về cảnh đồng quê và Venezia. Các bà em vẫn săn sóc cho ông lúc làm cha xứ được mời về bên cạnh lo bếp nước giặt giũ, mời nhạc sĩ Lorenzo Perosi - nhạc sĩ bạn thân lo về âm nhạc. Ông loại bỏ dần những nghi lễ rườm rà, mang một đồng hồ bằng nickel để khỏi phải hỏi giờ theo nghi lễ, và khi chết, người ta tìm thấy trong túi áo một chiếc dao nhỏ và một khúc viết chì gọt dở…như hồi còn đi học, đôi giày đeo lơ lửng trên vai.

## Quan tâm tới xã hội
Giáo hoàng Piô X đã lên án việc đối xử tệ hại với các thổ dân trong những đồn điền ở Peru và các nước láng giềng bằng bức thư Lamentabili ngày 7 tháng 6 năm 1912. Ông cũng sai một ủy ban cứu trợ đến Messina sau trận động đất và xây dựng nơi tạm cư cho các người tị nạn mà chính ông chịu sự tốn phí.
Tuần lễ cầu cho hiệp nhất từ 18 - 25 tháng 1 bắt đầu có từ năm 1908 do hai mục sư Anh giáo J. Spencer (Anh Quốc) và L. Wattson (Hoa Kỳ) khởi xướng tại các tu viện nói tiếng Anh. Năm sau Giáo hoàng Piô X gặp mục sư Wattston và cổ vũ chương trình này (vị mục sư trở lại Công giáo năm 1910).
Tại Bỉ năm 1925 linh mục L. Bauduin, thành lập một tu viện chuyên cầu nguyện cho việc hợp nhất với Giáo hội Đông phương, nơi đây được cử hành phụng vụ theo hai nghi lễ Latinh và Byzantine. Nhưng ý tưởng căn bản đến lúc này vẫn là cầu nguyện cho "những người ngoài Công giáo trở lại với vị cha chung, ông sẽ tiếp đón họ với lòng trìu mến".
Giáo hoàng Piô X đã lo âu, đau khổ vì thế giới bước vào chiến tranh. Vào ngày kỷ niệm ông lên ngôi Giáo hoàng năm thứ 11 thì châu Âu rơi vào cuộc Chiến tranh thế giới thứ nhất (1914 - 1918). Ông đã thấy trước điều đó, và viễn ảnh ấy đã giết ông chết. "Đây là sự đau khổ sau cùng mà Chúa gửi đến cho tôi. Tôi sẽ sung sướng hy sinh tính mạng để gìn giữ con cái đáng thương của tôi khỏi tai họa khủng khiếp này." Lo lắng và đau khổ cho cuộc chiến tranh thế giới đang bắt đầu, ông qua đời ngày 20 tháng 8 năm 1914 sau khi cuộc chiến bắt đầu được vài tuần lễ. Trước khi mất, ông đã bày tỏ ý muốn là không được ướp xác ông.
Giáo hoàng Piô XII đã phong Chân Phước cho ông vào ngày 3 tháng 6 năm 1951 và sau đó ba năm lại phong ông lên bậc hiển thánh vào ngày 29 tháng 5 năm 1954. Theo lịch Phụng vụ, lễ kính thánh Giáo hoàng Piô X được cử hành vào ngày 21 tháng 8 hằng năm.
Trong tiến trình điều tra tôn phong Chân Phước cho ông, mộ phần được khai quật lên, người ta phát hiện thi hài của ông còn nguyên vẹn, nước da trở nên nâu sạm. Thi hài của ông, gương mặt được phủ một mặt nạ bằng bạc trong phẩm phục Giáo hoàng được đặt dưới bàn thờ tại nguyện đường Dâng Mình (Chapel of the Presentation) trong Vương Cung Thánh đường Thánh Phêrô, Rôma để mọi người kính viếng. Để diễn tả Giáo hoàng Piô X, một sử gia viết rằng ông là "một người của Thiên Chúa biết sự bất hạnh của thế giới và sự khó khăn của đời sống, và với sự cao quý của tâm hồn, ông muốn an ủi tất cả mọi người."